# Лот и Гарона
Лот и Гарона (фр. Lot-et-Garonne) департман је у југозападној Француској. Припада региону Аквитанија, а главни град департмана (префектура) је Ажен. Департман Лот и Гарона је означен редним бројем 47. Његова површина износи 5.361 km². По подацима из 2018. године у департману Лот и Гарона је живело 331.970 становника, а густина насељености је износила 57 становника по km².
Овај департман је административно подељен на:
- 4 округа
- 21 кантона и
- 319 општина.

## Демографија
| 1999.   | 2011.   |
| ------- | ------- |
| 305.380 | 330.866 |